# Indrek Küüts
Indrek Küüts (* 4. Februar 1977) ist ein estnischer Badmintonspieler und -trainer.

## Karriere
Indrek Küüts siegte 1998 erstmals bei den nationalen Titelkämpfen in Estland. Sechs weitere Titel folgten bis 2008. 2001 nahm er an den Badminton-Weltmeisterschaften teil. Noch während seiner aktiven Karriere begann er eine Trainerlaufbahn.

## Sportliche Erfolge
| Saison | Veranstaltung                  | Disziplin    | Platz | Name                          |
| ------ | ------------------------------ | ------------ | ----- | ----------------------------- |
| 1998   | Estland: Einzelmeisterschaften | Herrendoppel | 1     | Meelis Maiste / Indrek Küüts  |
| 2001   | Estland: Einzelmeisterschaften | Herrendoppel | 1     | Meelis Maaiste / Indrek Küüts |
| 2002   | Estland: Einzelmeisterschaften | Herrendoppel | 1     | Meelis Maaiste / Indrek Küüts |
| 2003   | Estland: Einzelmeisterschaften | Mixed        | 1     | Indrek Küüts / Kati Tolmoff   |
| 2004   | Estland: Einzelmeisterschaften | Mixed        | 1     | Indrek Küüts / Piret Hamer    |
| 2004   | Estland: Einzelmeisterschaften | Herrendoppel | 1     | Indrek Küüts / Meelis Maiste  |
| 2008   | Estland: Einzelmeisterschaften | Herrendoppel | 1     | Indrek Küüts / Meelis Maiste  |